# Joseph Ceravolo
Joseph Ceravolo, né le 22 avril 1934 dans le Queens et mort le 4 septembre 1988, est un poète américain de la deuxième génération de l’école de New York.
Joseph Ceravolo est né dans le Queens à New York dans une famille d'immigrants italiens. Il a étudié l'écriture avec Kenneth Koch à la New School for Social Research . En plus de sa carrière de poète, Ceravolo a travaillé comme ingénieur civil. Il a commencé à écrire de la poésie alors qu'il était en poste en Allemagne à la fin des années 1950. Il a vécu une grande partie de sa vie dans le New Jersey . Ceravolo avait une femme, Rosemary, et trois enfants, Paul, Anita et James. Il est décédé en 1988 des suites d'un cancer des voies biliaires.
Il est connu à la suite d'une republication posthume de ses œuvres en 2013.
Les poèmes de Ceravolo se concentrent souvent sur le monde naturel, par opposition au monde social. 
Les titres de presque tous ses livres contiennent une référence aux phénomènes naturels (Fits of Dawn, Wild Flowers Out of Gas , Spring In This World of Poor Mutts , Millennium Dust) et il en va de même pour les titres de ses poèmes individuels.